# Hovdeskar
Hovdeskar är ett bergspass i Antarktis. Det ligger i Östantarktis. Norge gör anspråk på området. Hovdeskar ligger 2 278 meter över havet.
Terrängen runt Hovdeskar är huvudsakligen kuperad, men norrut är den bergig.  Trakten är obefolkad. Det finns inga samhällen i närheten. 